# Patrice Martin (Boxer)
Patrice Martin (* 28. August 1956) ist ein ehemaliger beninischer Boxer.
Patrice Martin gehörte bei den Olympischen Sommerspielen 1980 zu der 16-köpfigen Delegation seines Landes, die aus sieben Boxern und neun Leichtathleten bestand. Im Leichtgewichtsturnier verlor in der ersten Runde gegen Jordan Lessow aus Bulgarien durch Knockout.